# الاعتراف القانوني بالعلاقات المثلية في الصين
لا تعترف الصين بزواج المثليين ولا الاتحادات المدنية. في حين أن الصين ليس لديها أي قوانين للاعتراف بالنساء من نفس الجنس، فإن أحكام محكمة الاستئناف النهائي في هونغ كونغ في يوليو 2018 ويونيو 2019 تضمن أن الشركاء المثليين لسكان هونغ كونغ يمكنهم الحصول على تأشيرات الزوج وعلى المنافع الزوجية.

## حقوق الهجرة

القوانين المتعلقة بالمثلية الجنسية في آسيا
المثلية الجنسية قانونية
زواج المثليين
توفر شكل آخر من أشكال الاعتراف القانوني
مساكنة غير مسجلة
الاعتراف بزواج المثليين المنعقد في الخارج فقط، دون الاعتراف بعقده في الداخل
لا اعتراف
قيود على حرية التعبير
المثلية الجنسية غير قانونية
قانون لايتم تطبيقه، أو قانون غير واضح
عقوبة سجنية
السجن المؤبد
عقوبة الإعدام

### بكين
في حين أن الصين ليس لديها أي قوانين للاعتراف القانوني بالعلاقات المثلية، فإن بكين توفر حاليًا وضع الإقامة المعتمد للشركاء الأجانب المثليين للمقيمين الأجانب. ليس من الواضح ما إذا كان هذا يمتد إلى الشريك الأجنبي للمقيم الصيني المحلي.
في عام 2013، بدءًا من 1 يوليو، أصبح الشركاء الأجانب المثليون (بما في ذلك الأزواج المتزوجون) من المقيمين الحاليين مؤهلين للحصول على الإقامة في بكين، بموجب «وضع المقيم المعتمد». ينطبق هذا القانون فقط على بلدية بكين. وكان من المتوقع أن يكون المستفيدون الرئيسيون من الأجانب ذوي الياقات البيضاء الذين تمكن شركاؤهم وأزواجهم من مرافقتهم والحصول على وضع الإقامة في بكين نتيجةً للقانون.

### هونغ كونغ
في عام 2014، تزوج أنغوس ليونغ تشون كوونغ، مسؤول الهجرة في هونغ كونغ من شريكه المثلي، سكوت آدمز، في نيوزيلندا. بعد الزفاف، حاول ليونغ تحديث حالته الزوجية مع ديوان الخدمة المدنية، والذي ينص على أن مزايا العمال يمكن أن تمتد إلى أزواجهم. ومع ذلك، رفض المكتب محاولات ليونغ لتوسيع نطاق هذه الفوائد لتشمل آدمز، مما أثار تحديًا قانونيًا. في 28 أبريل 2017، حكمت محكمة هونغ كونغ العليا لصالح ليونغ. في قراره التاريخي، وصف القاضي أندرسون تشاو كا مينغ سياسة المكتب بأنها «تمييز غير مباشر» ورفض الادعاء بأنه «يجب أن يتصرف وفقًا لقانون الزواج السائد في هونغ كونغ» وأن توسيع نطاق المزايا لتشمل زوج ليونغ «تقوض سلامة مؤسسة الزواج». كان من المفترض أن يدخل هذا الحكم حيز التنفيذ في 1 سبتمبر 2017 وكان سيوفر للشركاء المثليين لموظفي الحكومة الذين تزوجوا في الخارج نفس مزايا الأزواج المغايرين. في مايو، استأنفت حكومة هونغ كونغ الحكم. بدأت محكمة الاستئناف النظر في القضية في ديسمبر 2017، وحكمت ضد الزوجين في 1 يونيو 2018. قضت محكمة الاستئناف بأن هناك «هدف مشروع» لحماية زواج المغايرين، بحجة أن الأزواج المغايرين فقط يجب أن يتمتعوا «بحرية الزواج» وأن الأزواج المثليين يجب أن لا يتمتعوا بأي حقوق زوجية على الإطلاق. وذكرت المحكمة أيضا أن ليونغ وآدمز لم يستطيعا دفع الضرائب كزوجين. استأنف الزوجان القرار أمام محكمة الاستئناف النهائي. تم الاستماع إلى الطعن في 7 مايو 2019. في 6 يونيو 2019، نقضت محكمة الاستئناف النهائي حكم محكمة الاستئناف، معتبرة أن كل من مكتب الخدمة المدنية وإدارة الإيرادات الداخلية قاما بالتمييز غير القانوني ضد الزوجين.
في قضية أخرى، قضت محكمة في هونغ كونغ في أواخر سبتمبر 2017 بأن الشريكة البريطانية المثلية لعاملة مغتربة له الحق في العيش في الإقليم كمعالة وتابعة لشريكتها. قال راي تشان وهو أول نائب مثلي في هونغ كونغ بأن الحكم «فوز كبير». استأنفت حكومة هونغ كونغ الحكم في نوفمبر 2017، وأيدته محكمة الاستئناف النهائي في يوليو 2018. دخل الحكم حيز التنفيذ في 19 سبتمبر 2018.

## الشراكات/الاتحادات المدنية

### هونغ كونغ

#### قضية الشراكات المدنية في المحكمة
في يونيو 2018، رفعت امرأة مثلية معروفة باسم "MK" دعوى ضد حكومة هونغ كونغ لحرمانها من الحق في الدخول في شراكة مدنية (بالصينية: 民事伴侶關係) (بينيين: mínshì bànlǚ guānxì) مع شريكتها الأنثى. قائلة إن حقوقها في الخصوصية والمساواة قد انتهكت، وهو ما يعد انتهاكًا لقانون هونغ كونغ الأساسي وقانون الحقوق في هونغ كون. نظرت المحكمة العليا في القضية في جلسة استماع أولية موجزة دامت 30 دقيقة في أغسطس 2018. في أبريل 2019، رفض القاضي طلبًا من أبرشية هونغ كونغ الكاثوليكية وغيرها من الجماعات المحافظة للانضمام إلى الدعوى. جادلت الأبرشية أن نتيجة القضية أمام المحكمة يمكن أن تؤدي إلى «التمييز العكسي»، على الرغم من أن المحكمة رفضت هذه الحجة على أساس أنها تستند إلى آراء اجتماعية وليست القانون. وعقدت جلسة استماع كاملة يوم 28 مايو 2019. خلال الجلسة، دافع ستيوارت وونغ، وهو محام عن الحكومة، عن القانون الحالي، قائلاً: «ليست كل الاختلافات في المعاملة غير قانونية. ليس من المفترض عليك أن تعامل كل الحالات غير المتساوية على حد سواء. أن تتعرف على شكل بديل من علاقات المثليين لنقول هو بمثابة [الزواج] هو تقويض للمؤسسة التقليدية للزواج والأسرة التي شكلها مثل هذا الزواج». وأضاف المحامي عن الحكومة، بحجة أن الشراكات المدنية تحمل نفس الحقوق القانونية للزواج، لكن عمومًا لا تشمل الاحتفال بوعود الزواج وتبادلها، فإن هذا سيجعل الزواج والاتحادات المدنية متطابقين فعليًا «في المضمون».

#### اقتراح الاتحادات المدنية
في نوفمبر 2018، اقترح النائب مثلي الجنس علنا راي تشان اقتراحًا لدراسة الاتحادات المدنية للشركاء المثليين، ولكن تم التصويت ضده في تصويت 24 صوتا لصالحه مقابل 27 صوتًا ضد (24-27).

## زواج المثليين
في الأزمنة الحديثة، كان أول دعاة معروفين للعلاقات المثلية هو المصلح اليوتوبي الذي عاش في القرن التاسع عشر، كانغ يووي، الذي دافع عن عقود زواج مؤقتة، استمرت لمدة عام. ستكون هذه العقود للأزواج المثليين، وكذلك للأزواج المغايرين. ومع ذلك، لم يعتقد أن الصين كانت مستعدة لمثل هذه الخطوة التاريخية، وأرجأ هذه السياسة حتى مستقبل «داتونغ» اليوتوبي.
وفقًا لتقديرات معينة من عام 2010، كان حوالي 80% إلى 90% من الرجال المثليين الصينيين متزوجين من نساء. تُعرف هؤلاء النساء باسم «تونكغي» باللغة الصينية (بالإنجليزية: tongqi)‏ (بالصينية: 同 妻)، بينيين: tóngqó). تسمى هذه الزيجات في بعض الأحيان «حالات الزواج الوهمية» وتُعزى في الغالب إلى وجود ضغط اجتماعي كبير من الأسرة إلى زواج المغايرين وتأسيس أسرة مع شخص مغاير. في معظم هذه الحالات، لا تكون النساء على دراية بالتوجه الجنسي لأزواجهن. في عام 2012، انتحرت أستاذة في جامعة سيتشوان بعد أن أعلن زوجها عن كونه مثلي الجنس. دفعت الأخبار وعي الجمهور بهذه القضية وعززت الحاجة إلى زواج المثليين. في بعض الحالات، يختار الرجال المثليون والنساء المثليات الزواج عن عمد. تحث مجموعات المثليين الرجال مثليي الجنس على عدم الاستسلام للضغط الاجتماعي والدخول في «حالات الزواج المزيفة»، لأنها «مأساة لكل من الرجال المثليين وزوجاتهن».
في ديسمبر 2017، أعربت افتتاحية
جريدة جنوب الصين الصباحية عن دعمها لتشريع زواج المثليين في هونغ كونغ، داعية الحكومة إلى إظهار التزام أكبر بالمساواة.
في يوليو 2018، قالت الرئيسة التنفيذية لهونغ كونغ كاري لام إن حكومة هونغ كونغ ليست لديها حالياً أي خطط لتشريع زواج المثليين. في مارس 2019، بعد التطور في تايوان حول زواج المثليين، كررت لام موقفها، قائلة إن الحكومة ليست قريبة من تشريع زواج المثليين وبأن القضية لا تزال «مثيرة للجدل».
في مايو 2019، أعرب رئيس لجنة تكافؤ الفرص ريكي تشو مان كين عن تفضيله لاتباع نهج تدريجي، بدءاً بمبادرات مناهضة التمييز، وقال إنه لن يدفع باتجاه وضع جدول زمني لتشريع زواج المثليين، لكنه حث مجتمع المثليين إلى «تغيير المسار» لصالح نهج خطوة بخطوة لكسر «الجمود الأبدي» في معركة المدينة من أجل حقوق المثليين. وقال «بدلاً من التركيز على المناقشات المجردة والأيديولوجية التي لا يمكننا أن نتوصل إليها بسهولة، دعونا نحقق تقدماً طفيفًا في التصدي للتمييز في مكان العمل والمدارس والمرافق العامة».
بعد تشريع زواج المثليين في تايوان، قدّر نشطاء المثليين الصينيين أن الصين تبعد عقدًا واحدًا على الأقل عن تشريع زواج المثليين، مع تحديد الأولويات الحالية بشأن سن قوانين مناهضة للتمييز، والسماح لمجموعات المثليين بنشر الوعي دون خوف، وحظر علاج التحويل.

### «الحالة الأولى» لزواج المثليين
في 13 كانون الثاني/يناير 2010، نشرت صحيفة تشاينا دايلي صورة على الصفحة الأولى لزوجين صينيين، وهما زينغ أن تشيوان، وهو مهندس مطلق يبلغ من العمر 45 عامًا، وبان وينغي، وهو جندي مسرّح من جيش التحرير الشعبي الصيني يبلغ من العمر 27 عامًا، وقد تزوجا في حانة للمثليين في مدينة تشنغدو. من المفهوم أن الزواج ليس له أي أساس قانوني في البلد، وكان رد فعل عائلتي كلا الرجلين سلبيًا على أخبار زواجهما.

### تحديات قانونية

#### الصين
في 5 يناير / كانون الثاني 2016، وافقت محكمة في تشانغشا، في مقاطعة خونان، على سماع دعوى قضائية رفعت في ديسمبر/كانون الأول 2015 ضد مكتب الشؤون المدنية في إقليم فورونغ. وقد رفعت الدعوى من قبل سون وينلين (26 عاما)، الذي تم رفض السماح له بالزواج من شريكه هو مينغليانغ البالغ من العمر 36 عاما، في حزيران/يونيو 2015 من قبل مكتب الشؤون المدنية. في 13 أبريل 2016، مع وجود مئات من أنصار زواج المثليين في الخارج خارجها، حكمت محكمة تشانغشا ضد سون، الذي أعلن أنه سيستأنف الحكم. في 17 مايو 2016، تزوج سون وهو في حفل خاص في تشانغشا، معربًا عن اعتزامهما تنظيم 99 حفل زفاف مثلي في جميع أنحاء البلاد من أجل تطبيع زواج المثليين في الصين.

#### هونغ كونغ
في يناير 2019، قام رجلان بطعون قانوني ضد حظر زواج المثليين في هونغ كونغ، بحجة أن رفض الاعتراف وعقد زواج المثليين يمثل انتهاكًا للقانون الأساسي. منحت محكمة هونغ كونغ العليا إذنًا للقضايا.

### مقترحات قانونية
يعرف قانون الزواج لجمهورية الصين الشعبية (بالصينية: 中华人民共和国婚姻法) (بينيين: Zhōnghuá Rénmín Gòng Héguó Hūnyīn Fǎ)، الذي اعتمد في الدورة الثالثة لمجلس الشعب الصيني الخامس في 10 سبتمبر 1980، الزواج بأنه اتحاد بين رجل وامرأة. لا يوجد شكل آخر من أشكال الاتحاد المدني مُعترف به.
أقترحت لي يينهي (بالصينية: 李银河)، هي باحثة علم الجنس معروفة في مجتمع الميم الصيني، مشروع قانون زواج المثليين الصيني (بالصينية: 中国同性婚姻提案) بيينيين: Zhōngguó Tóngxìng Hūnyīn Tí'àn) كتعديل لقانون الزواج إلى المؤتمر الاستشاري السياسي للشعب الصيني في الأعوام 2003 و 2005 و 2006 و 2008. فشلت جميع المقترحات الأربعة لأنها لم تكن قادرة على العثور على عدد كافٍ من الراعين لوضعها على جدول الأعمال. ومع ذلك، تعهد لي يينهي ب«الاستمرار في اقتراح مشروع القانون حتى يتم تمريره». في عام 2008، أطلق أنصار حقوق المثليين جنسياً حملة لجمع التوقيعات التي تدعو للاعتراف بزواج المثليين. في عام 2012، أطلقت لي يينهي حملة جديدة لزيادة الدعم لتشريع زواج المثليين.
بالإضافة إلى الاعتراف الوطني، كانت هناك محاولات فاشلة تهدف إلى السماح بزواج المثليين في المقاطعات. في أوائل عام 2010، قدم المحامي تشو ليو خطة إلى مجلس نواب قوانغدونغ في محاولة لتشريع الاتحادات المثلية في المقاطعة، ومع ذلك، لم يتم تتفيذ تصويت على مشروع القانون.
حاليا، هناك اقتراحات لإدراج أحكام تقضي بزواج المثليين في التنقيحات الجارية للقانون المدني، والتي من المتوقع أن يتم إقرارها بحلول عام 2020.

### موقف الحكومة
يُعتقد أن موقف الحكومة الصينية من المثلية الجنسية هو «ثلاثة لا»: «لا موافقة، لا رفض، لا تزكية». قامت وزارة الصحة رسمياً بحذف المثلية الجنسية من قائمة الأمراض العقلية في عام 2001، لكن زواج المثليين لا يزال غير مدروس. وقال متحدث حكومي، عندما سئل عن اقتراح زواج المثليين الذي قدمته لي يينهي، قال إن زواج المثليين لا يزال «مبكرًا» بالنسبة للصين. وقال إن زواج المثليين لم يتم الاعتراف به حتى في العديد من الدول الغربية بعد، التي تعتبر أكثر ليبرالية في القضايا الاجتماعية من الصين. من المفهوم أن هذا البيان يعني ضمناً أن الحكومة قد تفكر في الاعتراف بزواج المثليين على المدى الطويل، ولكن ليس في المستقبل القريب.
بالإضافة إلى ذلك، تطلب الحكومة الصينية من الآباء الذين يتبنون أطفالًا من الصين أن يكونوا في زواج المغايرين.
وجهت الحكومة الصينية الدعوة ليوهانا سيغورذاردوتير، رئيس وزراء أيسلندا آنذاك المثلية علنا، وزوجتها يونينا ليوسدوتير في زيارة رسمية في أبريل 2013. كانت يونيا غائبة إلى حد كبير عن التغطية الإعلامية الرسمية للزيارة، لكنها كانت معترف بها تمامًا كزوجة رئيسة الوزراء وتم استقبالها على هذا النحو في الوظائف الرسمية والمساكن الرسمية وحفل الاستقبال في جامعة بكين للدراسات الأجنبية.
بعد أن حكمت المحكمة الدستورية التايوانية في مايو 2017 بأن حظر زواج المثليين غير دستوري، كانت المواقف تجاه تقنينه إيجابية إلى حد كبير على موقع سينا ويبو الشهير لوسائل الإعلام الاجتماعية الصينية. ادعت لي يينهي، وهي عالمة اجتماع في الأكاديمية الصينية للعلوم الاجتماعية، أن غالبية الصينيين دون سن 35 يؤيدون زواج المثليين. وأشارت إلى أن متوسط سن نواب مجلس الشعب الصيني هو 49 عامًا، وخلصت إلى أن تشريع زواج المثليين في الصين بعيد «14 سنة فقط». ومع ذلك، تحركت الحكومة الصينية لفرض رقابة على أي خبر عن حكم المحكمة، ليس بسبب قضية زواج المثليين، ولكن بسبب «عدم قانونية حكومة تايوان ومحاكمها».
بعد أيام من دخول قانون زواج المثليين في تايوان، نشرت صحيفة الشعب اليومية، وهي صحيفة الحزب الشيوعي الصيني، تغريدة احتفالية، «وافق المشرعون المحليون في تايوان، الصين، على زواج المثليين لأول مرة في آسيا». أغضبت التغريدة، التي تضمنت صورة متحركة بلون قوس قزح مكتوب فيها «الحب هو الحب» رد وزير خارجية تايوان، جوزيف وو، غاضبا «خطأ! تمت الموافقة على مشروع القانون من قبل برلماننا الوطني وسيتم توقيعه من قبل الرئيسة قريبا. #تايوان بلد ديمقراطي في حد ذاته وليس له أي علاقة بالسلطة الاستبدادية في #الصين. @[صحيفة الشعب اليومية] هي غسّالة دماغية ومصاصة عقول اشتراكية. JW» ونشرت غلوبال تايمز، وهي صحيفة شعبية تديرها الدولة شريط فيديو يعرض ويشيد بالحياة الاجتماعية لمجتمع الميم في بكين. يضم الفيديو الذي يستغرق ثلاث دقائق مقابلات مع ناشطين محليين بالإضافة إلى أجانب يشيدون بثقافة العاصمة الصينية الشاملة، مع عروض دراغ كوين. ومع ذلك، أشارت السلطات الصينية إلى أنها لن تحذو حذو تايوان في تشريع زواج المثليين. قال آن فنغشان، المتحدث باسم مكتب شؤون تايوان في الصين، إن الحكومة الصينية «لاحظت التقارير من الجزيرة» عن زواج المثليين وأن «البر الرئيسي [الصين] لديه نظام زواج لرجل واحد، امرأة واحدة».

## الرأي العام
أظهر استطلاع للرأي أجري عام 2009 أن أكثر من 30% من سكان بكين يؤيدون زواج المثليين، بينما كان الباقون غير متأكدين أو معارضين.
وجد استطلاع عام 2014 أن 74% من سكان هونغ كونغ يؤيدون منح الأزواج والشركاء المثليين إما كل أو بعض الفوائد المرتبطة بالزواج.
وجد استطلاع للرأي أجرته مؤسسة إبسوس في عام 2015 أن 29٪ من الصينيين يؤيدون زواج المثليين، و 29% يؤيدون الاتحادات أو الشراكات المدنية التي ستوفر بعض حقوق الزواج. كان 21% كانوا ضد أي اعتراف قانوني للأزواج المثليين. لكن الاستطلاع يعكس عدد مستخدمي الإنترنت الذين يميلون إلى أن يكونوا يعيشوا في المناطق الحضرية.
وجد استطلاع أجرته جامعة هونغ كونغ عام 2017 أن 50.4٪ من سكان هونغ كونغ يؤيدون زواج المثليين.